# Erik Gustavsson
Erik Birger Gustavsson, född 24 oktober 1913 i Eskilstuna, död 2005, var en svensk målare.
Han var son till tryckeriexpeditören August Julius Severin Gustafsson och Alexandra Anna Maria Andersson. Gustavsson studerade vid Konsthögskolan i Stockholm 1939-1944 där han tilldelades det Bobergska stipendiet 1942 och Beskowska stipendiet 1944. Han tilldelades Brucebos stipendium 1946 och fick ett privat resestipendium av prins Eugen 1947. Separat ställde han bland annat ut på Eskilstuna konstmuseum samt Modern konst i hemmiljö och som medlem i konstnärsgruppen 7 unga medverkade han i utställningar på rådhuset i Malmö och på Konstnärshuset i Stockholm. Hans konst består av blomsterstilleben, naket och landskapsmålningar. Gustavsson finns representerad vid Moderna museet och Eskilstuna konstmuseum.